# 卡斯特利鎮

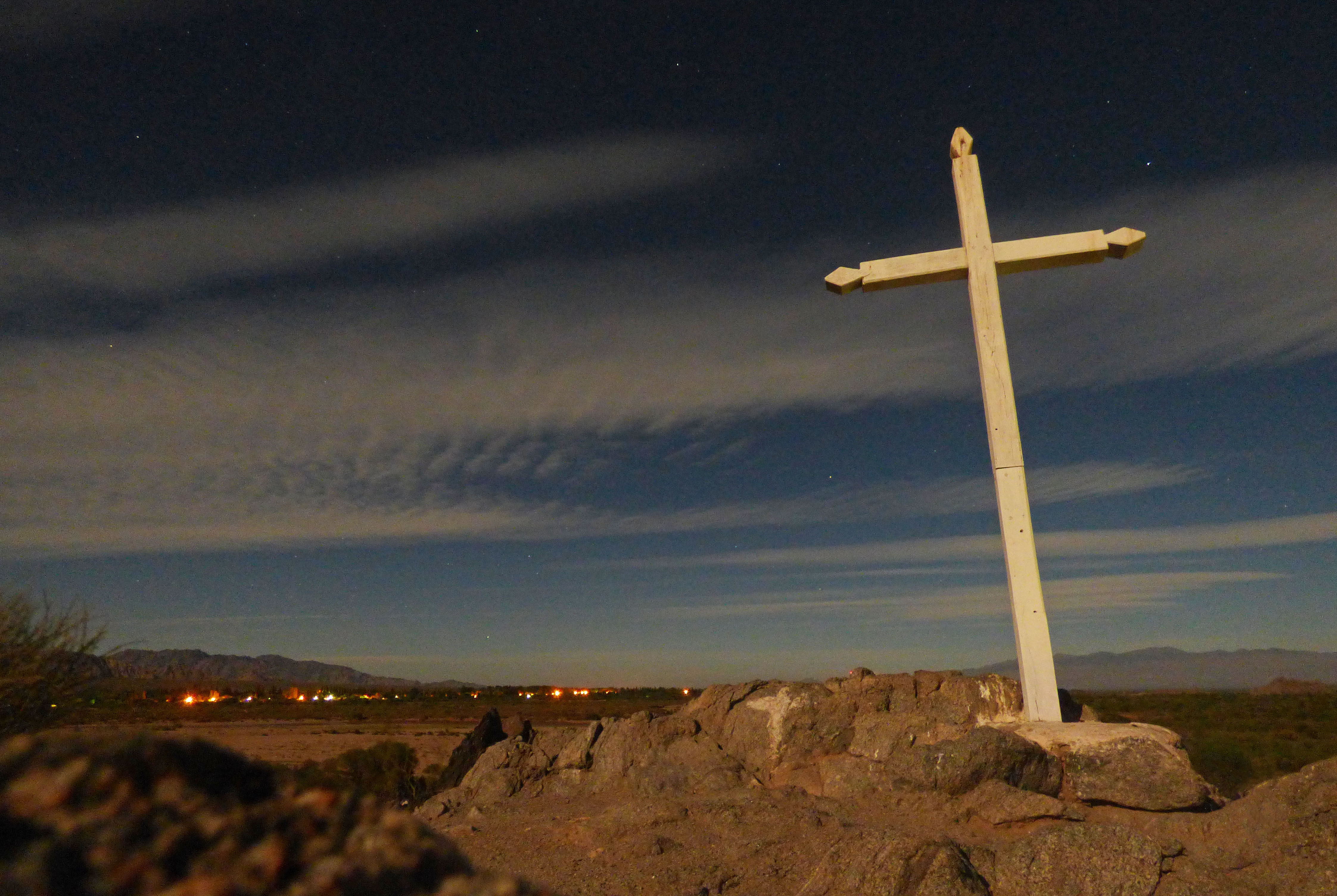
卡斯特利鎮

卡斯特利鎮（西班牙語：Villa Castelli），是阿根廷的城鎮，位於該國西北部拉里奧哈省，是拉馬德里將軍縣的首府，海拔高度1,333米，該地區的地震活動頻繁和低強度，2010年人口1,697。